# Aibolands museum

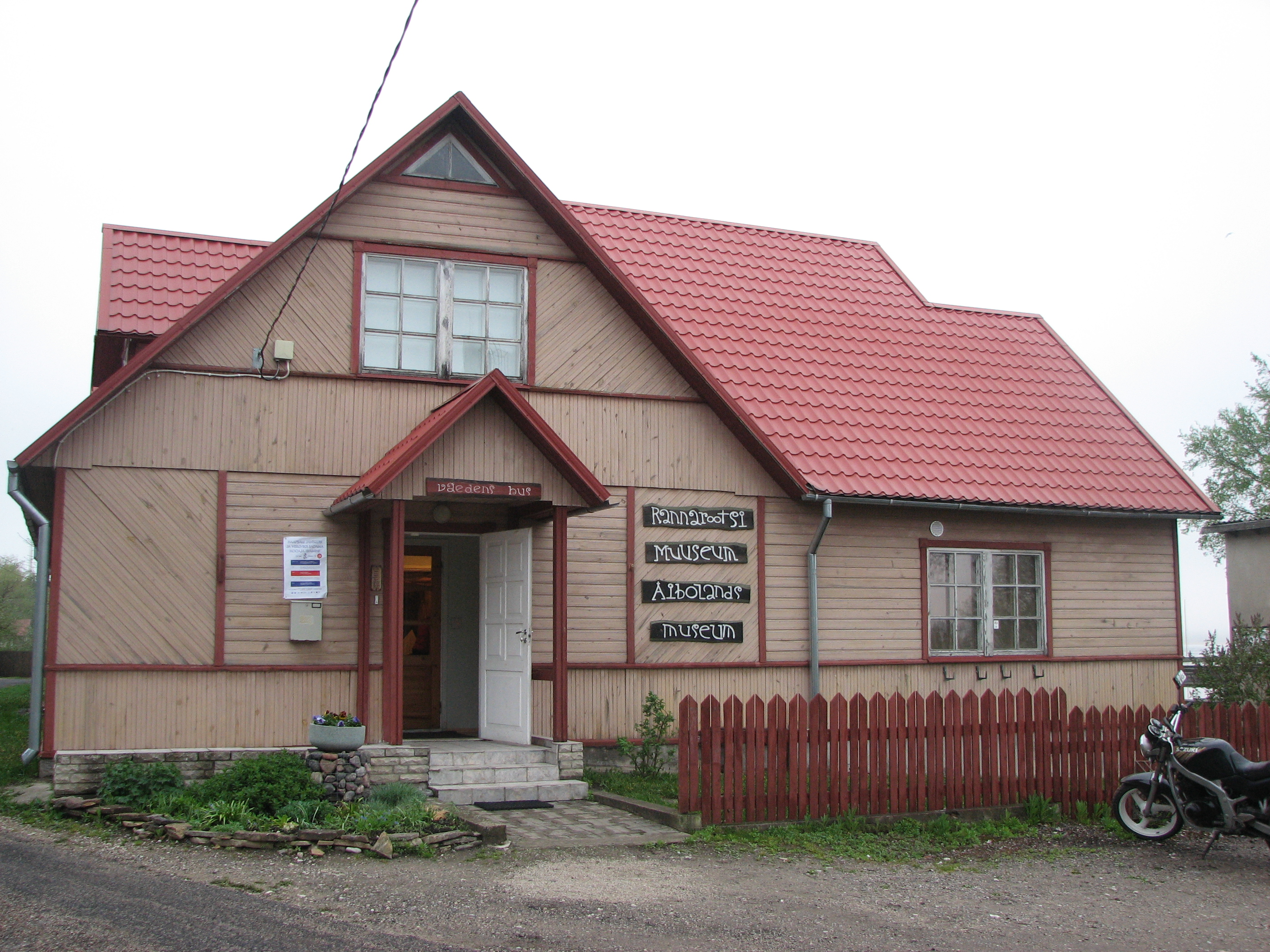
Aibolands museum

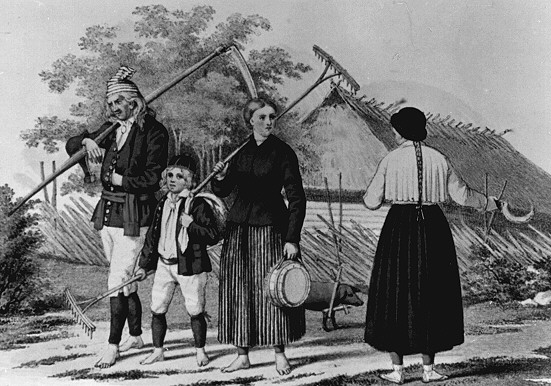
Estlandssvenskar i folkdräkt från 1800-talet

Aibolands museum (estniska: Rannarootsi muuseum) är ett museum över estlandssvenskarna beläget i Hapsal, Läänemaa, Estland.
Museet ligger nere vid stranden och består av några anspråkslösa stugor. I huvudbyggnaden finns en permanent utställning med föremål från gångna sekler samlade från svenskbygderna i nordvästra Estland. Bland de permanenta föremålen finns också en 20 m lång bildväv, gjord under 2001 och 2002 av frivilliga. Väven är planerad av Jorma Friberg och visar i bilder estlanssvenskarnas historia. 
I en av byggnaderna finns ett bibliotek med samlingar som omfattar det mesta som skrivits om estlandssvenskarna och ett konferensutrymme. Det finns också tre rum för uthyrning, som främst är tänkta för forskare som är engagerade i projekt kring ämnet.
Vid stranden finns ett båtskjul där olika projekt har pågått. Man har där byggt bland annat en "jala", en allmogebåt av en typ som var vanlig bland Runösvenskarna (det finsk-ugriska ordet "jaala" betyder skuta). Den sjösattes 17 juni 2003 och döptes till Vikan (vikaren). Vid månadsskiftet juni-juli 2003 gjordes en historisk seglats med båten till Stockholm över bl.a. Hangö, Vänö och Houtskär, där man transporterade en postsäck från Hapsal till Stockholm, och överlämnade ett konungabrev på Stockholms slott. Ett annat projekt där museet höll i trådarna, i samarbete med Donnergymnasiet på Gotland, Svenska folkhögskolan i Hapsal och Åbo Akademi gällde en gammal estlandsskuta, galeasen Hoppet, som byggdes i Spithamn (estniska Spithami) 1925. Tanken var att restaurera den för seglingar med estniska, svenska och finländska ungdomar. Arbetet inleddes i Beckholmens torrdocka 2003, och fortsatte sedan 2005 i Valkom. Hoppet sjösattes för andra gången 2010 och hade sin första seglingssäsong sommaren 2012.
Museet strävar att vara ett levande museum och anordnar folkdanser och allmogebröllop om somrarna, och efter avtal kan man göra guidade utflykter till Nuckö och Ormsö eller segla med allmogebåt.